# 極刑 (小說)
《極刑》是倪匡筆下科幻小說衛斯理系列之一。故事敍述衛斯理參觀一間神祕蠟像館，發現館中陳列的蠟像，有可能是真人。在南美洲主持建造水壩工程的白奇偉，也在瀑布山洞裡遇見一個神祕女子，他認為對方是掌管鬼哭神號瀑布的女神。後來發現是古代人含冤而死，上告天庭後，他們的冤魂回來向世人訴苦，是一篇頗有奇幻色彩的故事。

## 故事大綱

### 神秘蠟像館
好管閒事的陳長青推介衛斯理參觀一個有關酷刑的蠟像館，衛斯理參觀蠟像館時，意外見到蠟像極逼真，甚至有流「血」的效果，覺得很震撼，歷代含冤被酷刑折磨而死的英雄豪傑一一呈現眼前。蠟像館的主持人是米端。四個陳列室中分別是南宋被奸臣秦檜陷害的名將岳飛和他的兒子岳雲。明末被崇禎皇帝誣指通敵的抗金將領袁崇煥。因為替好友李陵辯護遭漢武帝處以宮刑的史記作者司馬遷。還有因為堅持不服侍篡位者，被明成祖腰斬的明朝大儒

### 白奇偉在南美洲的奇遇
後來衛斯理的妻舅，在南美洲主持建造水壩工程的白奇偉也來找衛斯理，說在南美的神秘洞穴裡，聽到神秘的慘叫聲，又見到一個奇怪女子，但不知對方是誰，奇怪的是，只聞其聲不見其人，女子突然失蹤，白奇偉認為對方是掌管鬼哭神號瀑布的女神。同時，雕塑家劉巨也參觀了那神秘蠟像館，也覺得很震撼，認為蠟像是真人，取了一些「血」做化驗，發現真是人血，所以白素、白奇偉和劉巨再到那蠟像館了解，但蠟像館突然發生大火。火勢猛烈。

### 三十年前的一場大火
蠟像館突然大火，劉巨捨不得那些蠟像，跑入火場去卻意外失踪。衛斯理聯絡警官黃堂，發現這座神秘蠟像館，在三十年前也曾失火焚毀，警官黃堂調查這次火警，發覺這場火災和三十年前的那場火災異常相似，他帶來當年的舊照片，比對後發現連火舌形狀都一模一樣，衛斯理等人認為神秘的米端他們懂得時空轉移，這些怪事都是這些人搞出來的，那些「蠟像」其實是古代的真人。

### 黑暗中的女神
此時白奇偉搭機輾轉回到南美，在河流上游工地上，又見到那奇怪女子，雙方在黑暗中追逐，男的追，女的逃。為了逼心目中的女神現身，白奇偉甚至打算用工程用炸藥，炸掉鬼哭神號瀑布上方的巨大岩石，好引神秘女子出現，對她訴說心意，但行事之際，被耳際的嘆息聲阻止，但奇怪女子又突然消失，不再出現，讓白奇偉失魂落魄。

### 靈魂的訴苦
後來衛斯理和白素遇到非人協會的會員-靈媒阿尼密，衛斯理和白素藉由靈媒阿尼密通靈能力，了解事情始末，原來以前被各種罪名冤枉，含冤而死的人，冤魂不散，許久許久他們仍然在找人訴苦。最後驚動了外星人，他們來地球查看。發現種種冤屈，決定給地球人一個教訓。於是便建造了這座蠟像館和鬼哭神號瀑布。現場分成本地和南美洲瀑布，目的是將冤屈者形體和聲音分開展示。以免刺激太大參觀者受不了。

### 天庭來的使者
門鈴響起原來是米端和那女子深夜來訪。他們並告知衛斯理和白素他們自己來地球的目的。劉巨跑進蠟像院火場中失蹤，其實是被米端他們時空轉移到沙漠裡，有這種能力的絕非地球人。衛斯理終於知道，米端和那女子，原來是外星生物。因為古代的冤魂一直向外發射能量，身在外太空的外星人接收到這些能量，受託於含冤而死的人，為了解開他們的冤屈。遂建造了蠟像館和鬼哭神號瀑布，利用受害者的「蠟像」和冤魂的「慘叫聲」，向地球人表達冤屈，希望地球人悔改，不再殘酷地對待他人。

## 故事角色
- 衛斯理 - 故事主角，作家，發現一個神秘蠟像院，認為其中陳列的蠟像可能是真人
- 米端 - 神秘蠟像館主人，具有時空轉移能力，事實上是外星人
- 劉巨 - 具有完美主義的雕塑家，跑進蠟像院火場中失蹤，其實被米端他們時空轉移到沙漠裡
- 白素 - 衛斯理之妻，白奇偉的妹妹，去參觀神秘蠟像院，結果蠟像院意外失火
- 白奇偉 - 在南美洲主持建造水壩工程，在山洞中遇見神祕女子，意外愛上對方
- 神秘女子 - 掌管鬼哭神號瀑布的女神，事實上是外星人，米端的同伴
- 黃堂 - 衛斯理朋友，主管神秘事件的警官，帶來三十年前的舊照片，證明當時神秘蠟像館即存在
- 阿尼密 - 靈媒，能與死者溝通，非人協會會員

### 作者想表達的想法
- 靈媒金特，原本在第一版的極刑故事中登場，是恐怖蠟像館的幕後黑手，後來新版故事改成外星人米端和外星女人，目的是藉由兩個外星使者(代表天庭來的使者)擴大故事的規模，並維持每個故事中的角色只出現一次的慣例。

## 廣播劇
- 大陸廣州電台於2004年起以粵語首播衛斯理廣播劇，由主播講出《極刑》故事。
  - 主播：安神、少爺明
  - 合共24集

## 詮釋
1. ↑  《極刑》（明窗出版社，1987年）

我都．．
| 前任者： 057 異寶 | 衛斯理系列（按編號） 058                              | 繼任者： 059 廢墟 |
| 前任者： 異寶     | 衛斯理系列（按連載時序） 1984年11月18日至1985年3月4日 | 繼任者： 電王     |